# 다이야무코역
다이야무코역(일본어: 大谷向駅)은 일본 도치기현 닛코시에 있는 도부 철도 기누가와 선의 역이다. 역 번호는 TN 51이다.

## 역사
- 1917년 1월 2일: 시모쓰케 궤도 다이야무코이마이치역으로 영업 개시.
- 1919년 12월 28일: 다이야무코역으로 역명 변경.
- 1921년 6월 6일: 시모쓰케 궤도가 시모쓰케 전기 철도로 변경되어, 시모 전기 궤도의 역이 됨.
- 1927년 11월 이후: 폐지.
- 1931년 3월 1일: 재개업.
- 1943년 5월 1일: 도부 철도가 시모쓰케 전기 철도를 매수하여 도부 철도의 역이 됨.
- 1973년 9월 1일: 역 무인화(간이 위탁 개시).
- 2017년 4월 21일: 특급 "케곤" 정차 개시.

## 역 구조
상대식 승강장 2면 2선의 지상역이다. 역사는 신후지와라 방향 승강장 측에 있고(서문), 시모이마이치 방면 승강장은 과선교에서 연결된다. 시모이마이치 역 승강장에는 동쪽 출입구가 있다. 역무원의 배치 역에서 승차권은 역전 상점에서 판매하고 있다.

### 승강장
| 번호 | 노선        | 방향 | 행선                                                                                    |
| ---- | ----------- | ---- | --------------------------------------------------------------------------------------- |
| 1    | 기누가와 선 | 하행 | 기누가와온센・■ 야간 철도선 아이즈코겐오제구치・ ■아이즈 철도선 아이즈타지마 방면       |
| 2    | 기누가와 선 | 상행 | 시모이마이치・ 도부 스카이트리 라인 가스카베・기타센주・ 도쿄 스카이트리・아사쿠사 방면 |

## 역 주변
- 이마이치 다이야무코 우체국
- 이마이치 경찰서
- 닛코 시 소방 본부 이마이치 소방서
- 닛코 시립 이마이치 제2초등학교
- 혼쿄지
- 다이야 강
- 국도 제121호선
- 국도 제461호선

## 사진

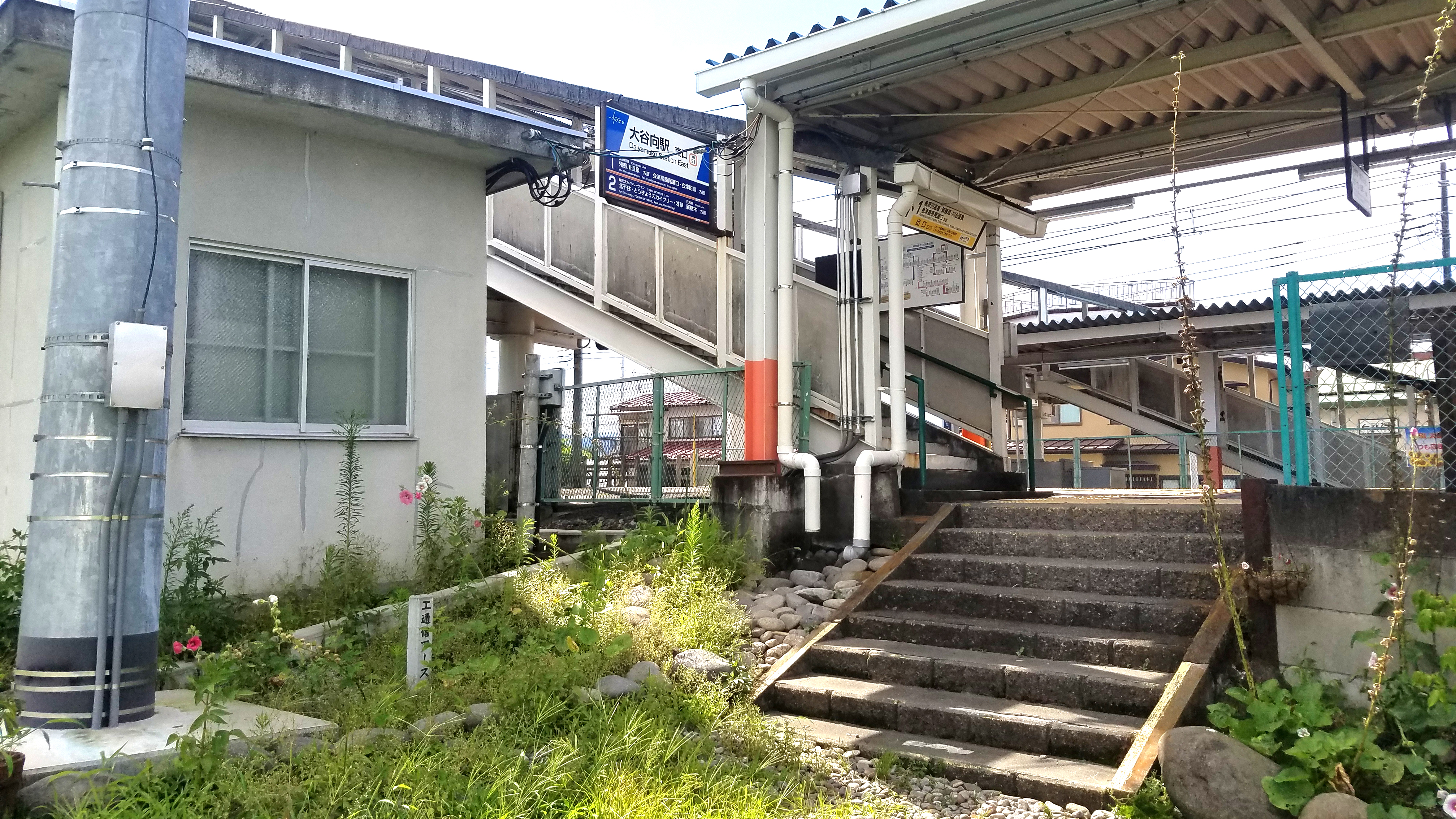
동쪽 출입구(2021년 8월)
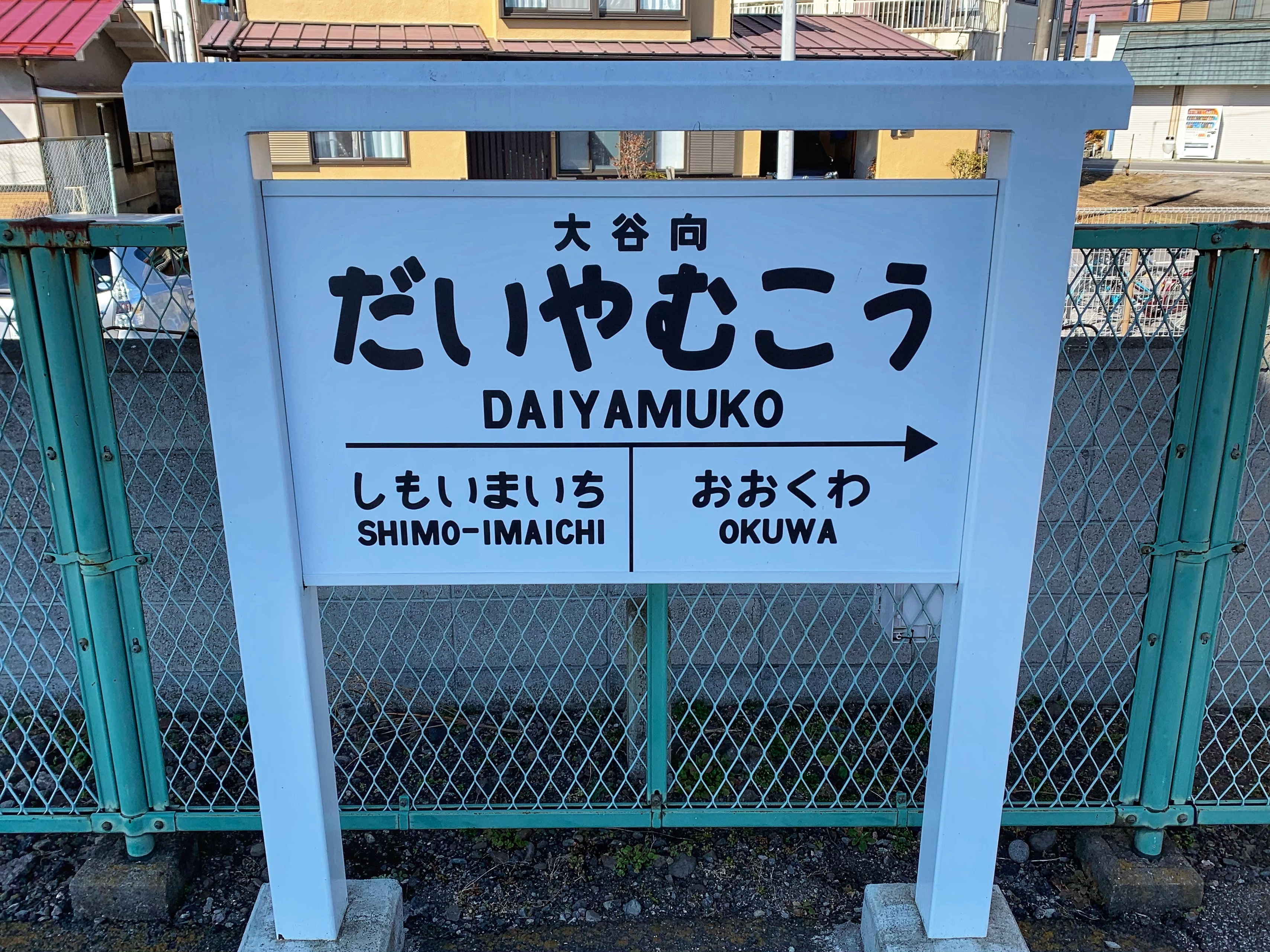
역명판(2021년 2월)

## 인접역
| 도부 철도 기누가와 선                | 도부 철도 기누가와 선                              | 도부 철도 기누가와 선        |
| ------------------------------------ | -------------------------------------------------- | ---------------------------- |
| TN 23 시모이마이치 시모이마이치 방면 | □ 쾌속 "AIZU 마운트 익스프레스" ■ 구간 급행 ■ 보통 | 오쿠와 TN 52 신후지와라 방면 |